# Notogrammitis givenii
Notogrammitis givenii är en stensöteväxtart som först beskrevs av Barbara S. Parris, och fick sitt nu gällande namn av Barbara S. Parris. Notogrammitis givenii ingår i släktet Notogrammitis och familjen Polypodiaceae. Inga underarter finns listade.